# Тител
Тител (серб. Тител/Titel) — місто в Сербії, адміністративний центр однойменної общини Тител Південно-Бацького округу в багатоетнічному, автономному краю Воєводина.

## Населення
Населення міста становить 6034 особи (2002, перепис), з них:
- серби — 4180 — 70,91 %;
- цигани — 582 — 9,87 %;
- югослави — 250 — 4,24 %;

Решту жителів  — з десяток різних етносів, зокрема: чорногорці, хорвати, словаки і десяток русинів-українців.